# Pato O'Ward
Patricio "Pato" O'Ward Junco, född den 6 maj 1999 i Monterrey, är en mexikansk racingförare. Tävlar i IndyCar för Arrow McLaren i bil #5. O'Ward vann Indy Lights mästerskapet 2018. Han är en del av McLarens Driver Development program och är en av McLarens reservförare under Formel 1-säsongen 2024.

## Tidigt liv och karriär
O'Ward föddes i Monterrey, Mexiko men flyttade till San Antonio, Texas vid ung ålder. Han är son till föräldrarna Patricio O'Ward och Elba Junco, samt har en syster vid namn Elba O'Ward. Han förklarade i ett avsnitt av The Marshall Pruett Podcast att hans efternamn kommer från hans irländska farfars far, men adderade att han såg sig själv som "helt och hållet mexikansk".
O'Ward började sin racingkarriär mot slutet av 2005 när han började med karting, vilket han fortsatte med fram till 2012. Under 2013 tog han steget till formelracing när han började tävla i Latam Fórmula 2000, Formula Renault 1.6 NEC och Pacific F2000. 2014 tävlade O'Ward i det franska Formel 4-mästerskapet.
2015 debuterade O'Ward i Pro Mazda-mästerskapet med Team Pelfrey, i vilket han slutade på en sjätteplats. Han återvände till mästerskapet följande år och efter en mer framgångsrik säsong avslutade han på en andraplats.

### Indy Lights
2018 tecknade O'Ward kontrakt med Andretti Autosport för att tävla i Indy Lights-mästerskapet. Totalt vann han 9 av 17 lopp, fick titeln Rookie of the Year, och vann förarmästerskapet under det näst sista loppet för säsongen.

## IndyCar

### Debut med Harding Racing (2018)
Två veckor efter mästerskapsvinsten i Indy Lights, gjorde O'Ward sin debut i IndyCar vid Sonoma Raceway med Harding Racing. Han kvalade femma och gick i mål på en niondeplats.

### Deltid med Carlin (2019)
Planen var för O'Ward att tävla på heltid med Harding Steinbrenner Racing, men problem med sponsorer ledde till att O'Ward och HSR, den 11 februari 2019, valde att gå skilda vägar.
Den 7 mars meddelades det att O'Ward skulle köra med Carlin på ett deltidskontrakt, vilket skulle se honom köra  13 rundor under säsongen 2019 samt Indy 500. O'Ward misslyckades att kvala till Indy 500 tillsammans med hans stallkamrat Max Chilton samt McLarens Fernando Alonso, som tävlade med en Carlin-bil.
O'Wards tecknade avtal med Red Bulls Driver Programme i maj, vilket såg honom enbart tävla i 8 av de planerade 13 rundor i IndyCar-säsongen. Han avslutade säsongen på en 26:e plats och fick ett bästa resultat på en 8:e plats vid Circuit of the Americas.
Den 30 oktober kom nyheten att O'Ward skulle återvända till IndyCar efter att ha tecknat kontrakt med Arrow McLaren SP för säsongen 2020.

### Arrow McLaren (2020-nu)

#### 2020
Under hans första säsong med Arrow McLaren SP var han stallkamrat med Oliver Askew för majoriteten av loppen, men såg Hélio Castroneves ersätta Askew vid Harvest Grand Prix, samt Fernando Alonso som den tredje bilen vid Indy 500. En stark start av säsongen såg O'Ward ta pole position och hans första pallplats under den andra rundan vid Road America, där han gick i mål på en andraplats. Vid hans första Indy 500 i augusti gick han i mål på en sjätteplats, ett framstående som gav honom titeln Indianapolis 500 Rookie of the Year.
O'Ward låg på en tredjeplats i totalen under en del av säsongen men några lågplacerade resultat och en snopen 22:a plats vid första loppet vid Indianapolis, såg honom falla ner till en 5:e plats, innan han i säsongsfinalen i St. Petersburg tog en andraplats och klev upp till en fjärdeplats i totalen.
Den 13 oktober förlängde O'Ward och Arrow McLaren SP kontraktet för säsongen 2021.

#### 2021

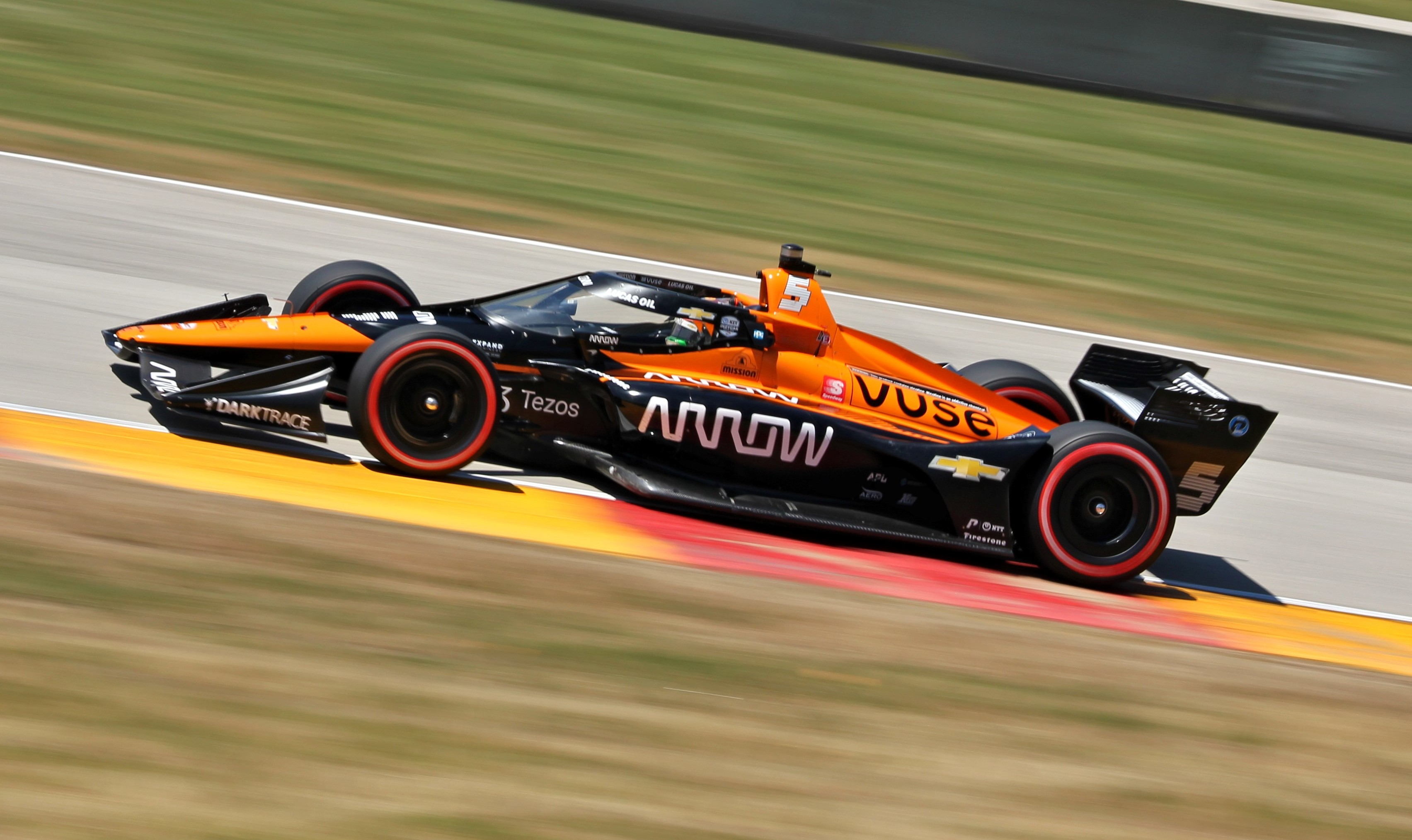
O'Ward, Road America 2021.

O'Wards andra säsong med Arrow McLaren SP kördes tillsammans med stallkamraten Felix Rosenqvist (tidigare Chip Ganassi Racing). Säsongen skulle se O'Ward träda fram som en av utmanarna till titeln. Loppen vid Texas Motor Speedway skulle komma att vara framgångsrika för O'Ward med en tredjeplats under första loppet och hans första vinst i IndyCar under det andra.
Efter Texas låg O'Ward aldrig lägre än 3:a i totalen. I Detroit tog han sin andra vinst, samt sin första på en stadsbana, under det andra loppet för helgen. Vilket även såg O'Ward ta ledningen i mästerskapet med 1 poäng över Álex Palou.
Inför säsongsfinalen vid Long Beach låg O'Ward på en andraplats i ställningen och var en av tre förare som matematiskt kunde ta titeln, tillsammans med Palou och Josef Newgarden. Under loppet kraschade Ed Jones med O'Ward vilket resulterade i en trasig drivaxel för O'Ward och avslutade hans mästerskapshopp. I slutändan hamnade O'Ward på en tredjeplats i totalen bakom Palou och Newgarden.

#### 2022
2022 började långsamt för O'Ward och Arrow McLaren innan han fick sin första vinst för säsongen, samt sin första på en traditionella bana, under den fjärde rundan vid Barber. Den 27 maj meddelade O'Ward att han tecknat kontrakt för 3 år till med Arrow McLaren. Han följde upp nyheten med en andraplacering i Indy 500, efter att nästan tagit ledning över Marcus Ericsson under det sista varvet. Säsongen slutade med en 7:e plats i mästerskapet med 2 vinster, 1 pole position och 480 poäng.

#### 2023

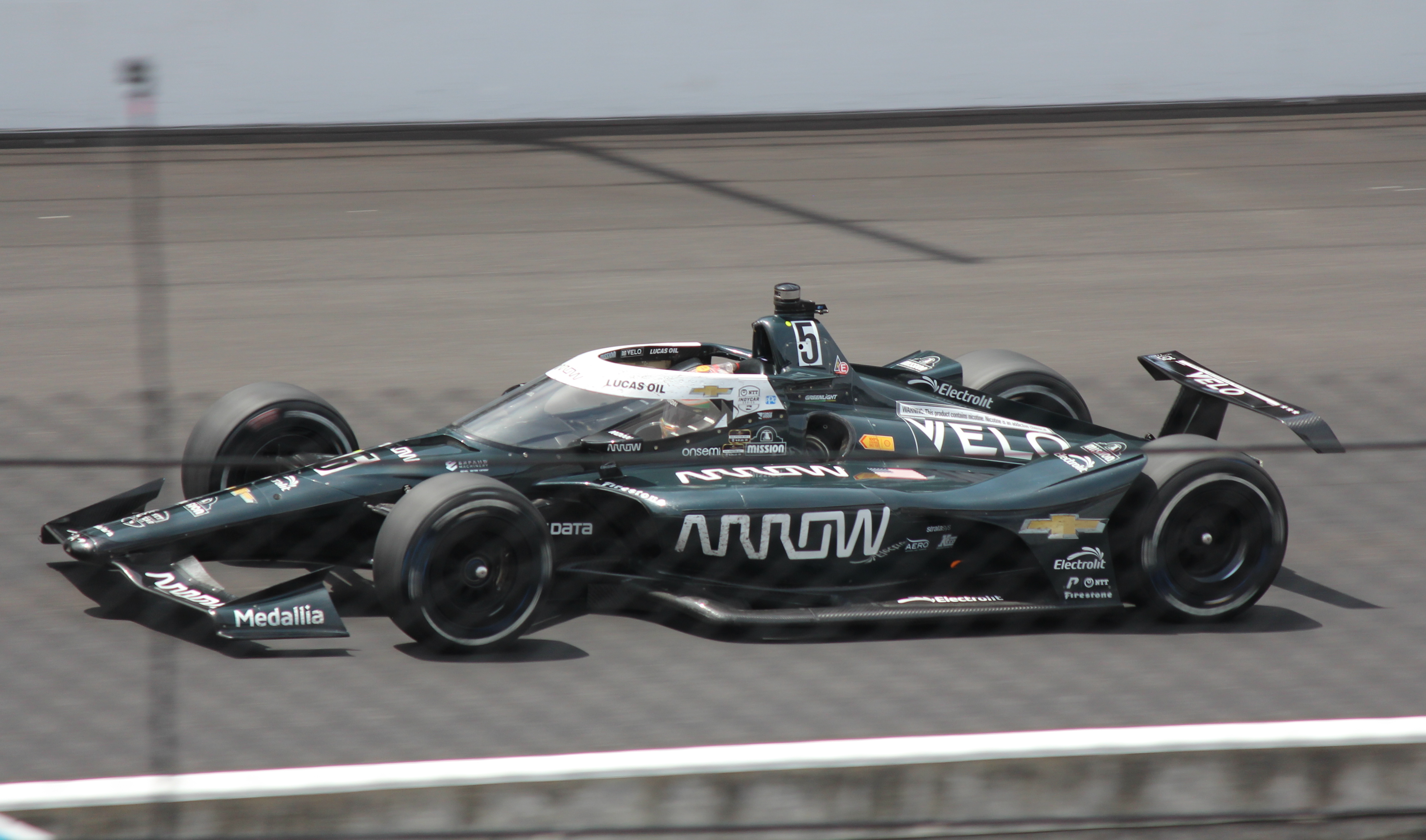
O'Ward, Indy 500 2023.

Stallkamraterna under 2023 var fortsatt Felix Rosenqvist samt etablerade IndyCar-föraren Alexander Rossi. O'Ward hade en stark start av 2023 med 3 andraplatser i dem första 5 loppen. Inför Indy 500 kvalade han på en karriärsbästa (för Indy 500) 5:e plats men kraschade under loppet vid en kamp om andraplatsen med Marcus Ericsson. O'Ward slutade på en fjärdeplats i ställningen efter en säsong utan vinster men med hans största antal pallplatser och topp-5 resultat för hans karriär.

#### 2024

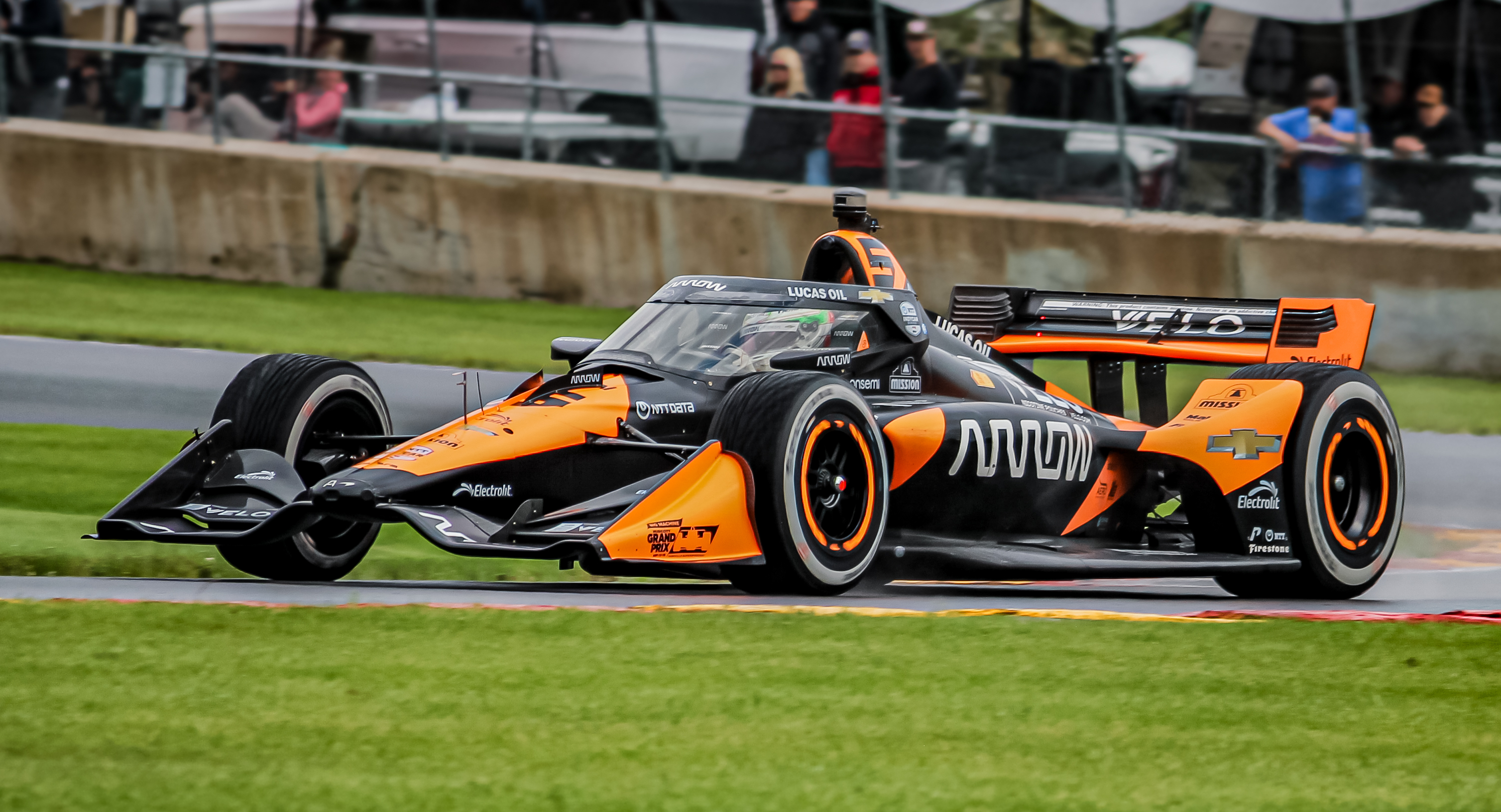
O´Ward, 2024.

Säsongen började med en andraplats i St. Petersburg, vilket en månad senare blev en vinst efter att vinnaren Josef Newgarden och Team Penske hade brutit push-to-pass reglementena och därmed blev av med vinsten. Årets Indy 500 blev ännu en andraplacering efter att ha lett 11 varv, varav O'Ward blev omkörd av Newgarden på det 200 och sista varvet, något O'Ward beskrev som "It's just heartbreaking…two corners short". Vid Mid-Ohio tog O'Ward sin andra vinst för säsongen vilket gjorde O'Ward den första föraren att vinna ett lopp i IndyCars nya hybridbilar. En tredje vinst kommer under loppet vid Milwaukee Mile, vilket gör säsongen 2024 O'Wards första säsong med fler än 2 vinster. Säsongen slutade på en femteplats med 460 poäng.

#### 2025
O'Ward kommer fortsätta med Arrow McLaren under 2025 och stallkamraterna kommer vara Nolan Siegel, samt Christian Lundgaard som ansluter till stallet efter att tidigare ha kört för Rahal Letterman Lanigan Racing.

## Formel 1

### Tiden med Red Bulls Juniorteam

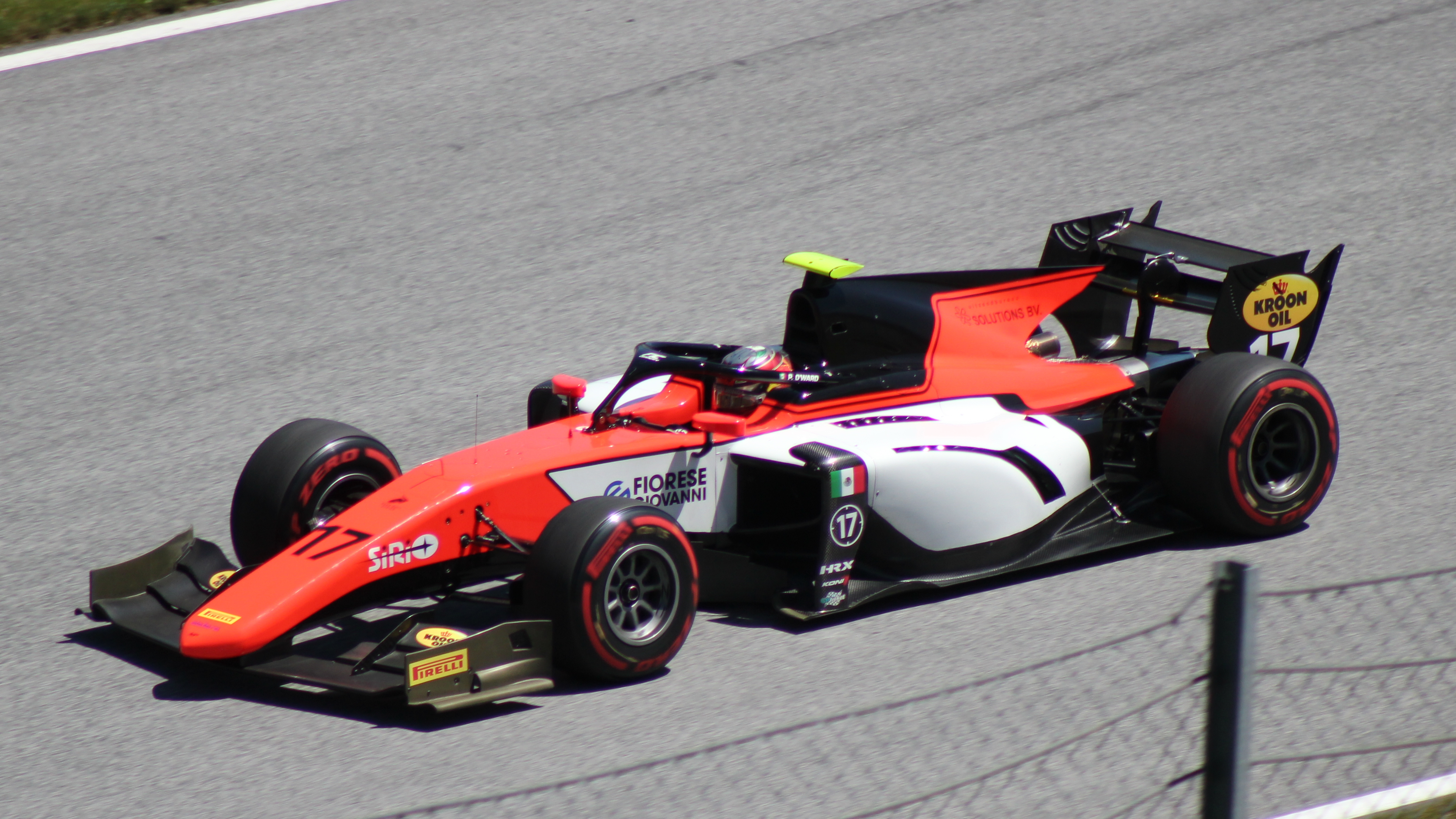
O'Ward, Red Bull Ring, Formel 2 2019.

I maj 2019 anslöt O'Ward till Red Bulls juniorteam och följande månad tävlade han vid Red Bull Ring i Formel 2, då han ersatte MP-föraren Mahaveer Raghunathan. O'Ward meddelades även som Dan Ticktums ersättare i Super Formula-mästerskapet.
Med anledning av FIA:s beslut att belöna färre superlicens poäng för O'Wards Indy Lights mästerskapsvinst, kunde han inte komma upp i de tillräckligt många poäng som krävdes för att kunna delta i Formel 2 under 2020. Vilket resulterade i att han inte skulle fortsätta med Red Bull efter 2019 och med ett säte hos McLaren i IndyCar tillgängligt tillät Helmut Marko O'Ward att bryta kontraktet efter enbart tre körda Super Formula rundor.

### McLaren
Innan IndyCar-säsongen 2021 lovade McLarens VD Zak Brown att O'Ward skulle få köra McLaren MCL35M om han vann åtminstone 1 IndyCar-lopp. O'Ward fullföljde genom att vinna loppet i Texas 2021 och Brown bekräftade att det lovade testet skulle ske. Innan testet blev av hann O'Ward köra sin första Formel 1-bil när han visade upp MP4/13 den 14 november 2021 på Laguna Seca.
Den 14 december 2021 körde O'Ward McLaren MCL35M under post-season testet i Abu Dhabi, där han slutade på en fjärdeplats med 92 körda varv. Trots rykten att O'Ward prestationer under testet skulle leda till ett säte i Formel 1 förnekade Brown ryktet med att bekräfta att O'Ward skulle fortsätta med McLaren i IndyCar 2022, efter att McLaren köpt 75% ägarandel i Schmidt Peterson Motorsports.
I september 2022 meddelades det att O'Ward skulle köra ännu ett test med McLaren vid Circuit de Barcelona-Catalunya tillsammans med Álex Palou. Han deltog i ännu ett test i oktober vid Red Bull Ring, även denna gång tillsammans med Palou. O'Ward gjorde sin debut i Formel 1 under det första träningspasset i Abu Dhabi med McLaren.
O'Ward gick med i McLarens nybildade/utökade Driver Development Programme i April 2023. I september meddelades det att O'Ward skulle återigen delta i första träningspasset i Abu Dhabi 2023, där han avslutade passet på en 15:e plats, och i november meddelade McLaren att O'Ward kommer vara en av deras reservförare under F1-säsongen 2024.
Den 11 september kom nyheten att O'Ward kommer köra i FP1 vid Mexico City Grand Prix, något han själv beskrev som "...a dream come true for me - being able to jump into an F1 car in front of my home crowd.". Något han även fortsatte beskriva upplevelsen som efter deltagandet i passet, där han slutade på en 13:e plats. O'Ward deltog även i testet i Abu Dhabi efter säsongsfinalen 2024, tillsammans med McLarens stallförare Lando Norris och Oscar Piastri, han körde totalt 116 varv (613 km).

## Sportvagnsracing
Under 2017 deltog O'Ward i WeatherTech SportsCar Championship med Performance Tech Motorsports i Prototype Challenge-klassen (PC). O'Ward och hans stallkamrater vann Daytona 24-timmars och Sebring 12-timmars, vilket gör honom till en av de yngsta förarna någonsin att vinna båda loppen (bara 17 år gammal). Säsongen slutade med en vinst i Prototype Challenge förarmästerskapet, tillsammans med James French.
O'Ward deltog igen i Daytona 24-timmars under 2022, denna gång i LMP2-klassen med DragonSpeed. Tillsammans med stallkamraterna Colton Herta, Devlin DeFrancesco och Eric Lux tog de hem vinsten efter en omkörning av Herta i de sista 11 minuterna av loppet.
Daytona 24-timmars deltagandet skulle komma att fortsätta under 2024 när O'Ward körde igen i LMP2-klassen med United Autosports tillsammans med stallkamraterna Ben Keating, Ben Hanley och Nico Pino. Loppet slutade på en 14:e plats.